# ترزا ژامهاریان-لاچینی
ترزا ژامهاریان-لاچینی (ارمنی: Թերեզա Սուրիկի Ժամհարյան-Լաչինի؛ ۲۰ ژوئن ۱۹۶۴) یک بازیگر اهل ارمنستان است. وی از سال میلادی تاکنون مشغول فعالیت بوده‌است.

## زندگی‌نامه
وی در ۲۰ ژوئن ۱۹۶۴ به دنیا آمد و از دانشگاه تئاتر و فیلم شوتا روستاولی فارغ‌التحصیل شد. 